# Replay Studios
Replay Studios GmbH era un desarrollador de videojuegos alemán con sede en Hamburgo. Fundada en 2002 por Marc Moehring y Sascha Jungnickel, la empresa era más conocida por desarrollar Velvet Assassin, que fue lanzado por SouthPeak Games en abril de 2009. Sin embargo, el juego no tuvo éxito comercial , por lo que la empresa se declaró en concurso de acreedores y se disolvió efectivamente en agosto de ese año.

## Historia
Replay Studios fue fundado en 2002 por Marc Moehring y Sascha Jungnickel, quienes luego actuaron como director gerente y director creativo, respectivamente. Su primer juego, Crashday, fue lanzado por Atari, Inc. en 2006. En julio de 2006, Replay Studios anunció Sabotage, un juego de sigilo ambientado en la Segunda Guerra Mundial, en asociación con la editorial alemana DTP Entertainment. Los derechos de publicación cambiaron de manos a Gamecock Media Group en agosto de 2007. En marzo de 2008, el juego fue retitulado Velvet Assassin, y en octubre de 2008, Gamecock Media Group fue adquirido por SouthPeak Games, que se hizo cargo de la publicación de sus próximos juegos, incluido Velvet Assassin. El juego fue lanzado en abril de 2009, en última instancia, a críticas mixtas. Al mes siguiente, Replay Studios lanzó Tunnel Rats: 1968, un juego tie-in para la película de Uwe Boll Tunnel Rats, con recepción negativa.
Tras los malos resultados comerciales de Velvet Assassin y Tunnel Rats: 1968, el 3 de agosto de 2009 se informó que la empresa se había declarado en insolvencia. El cierre fue confirmado por el líder programador de Replay Studios, Claus Praefcke, al día siguiente. Survivor, un juego anunciado en octubre de 2004 que habría girado en torno a la supervivencia de eventos desastrosos, como el hundimiento del RMS Titanic, el Huracán Andrew, los Ataques del 11 de septiembre, el bombardeo atómico de Hiroshima, así como el Terremoto de la Ciudad de México de 1985, nunca se lanzó.

## Videojuegos
| Año       | Título            | Plataforma(s)                              | Distribuidor(es) |
| --------- | ----------------- | ------------------------------------------ | ---------------- |
| 2006      | Crashday          | Microsoft Windows                          | Atari, ValuSoft  |
| 2009      | Velvet Assassin   | macOS, Microsoft Windows, Xbox 360         | SouthPeak Games  |
| 2009      | Tunnel Rats: 1968 | Microsoft Windows                          | Boll AG          |
| Cancelado | Survivor          | Microsoft Windows, PlayStation 3, Xbox 360 |                  |